# Wydawnictwo ciągłe

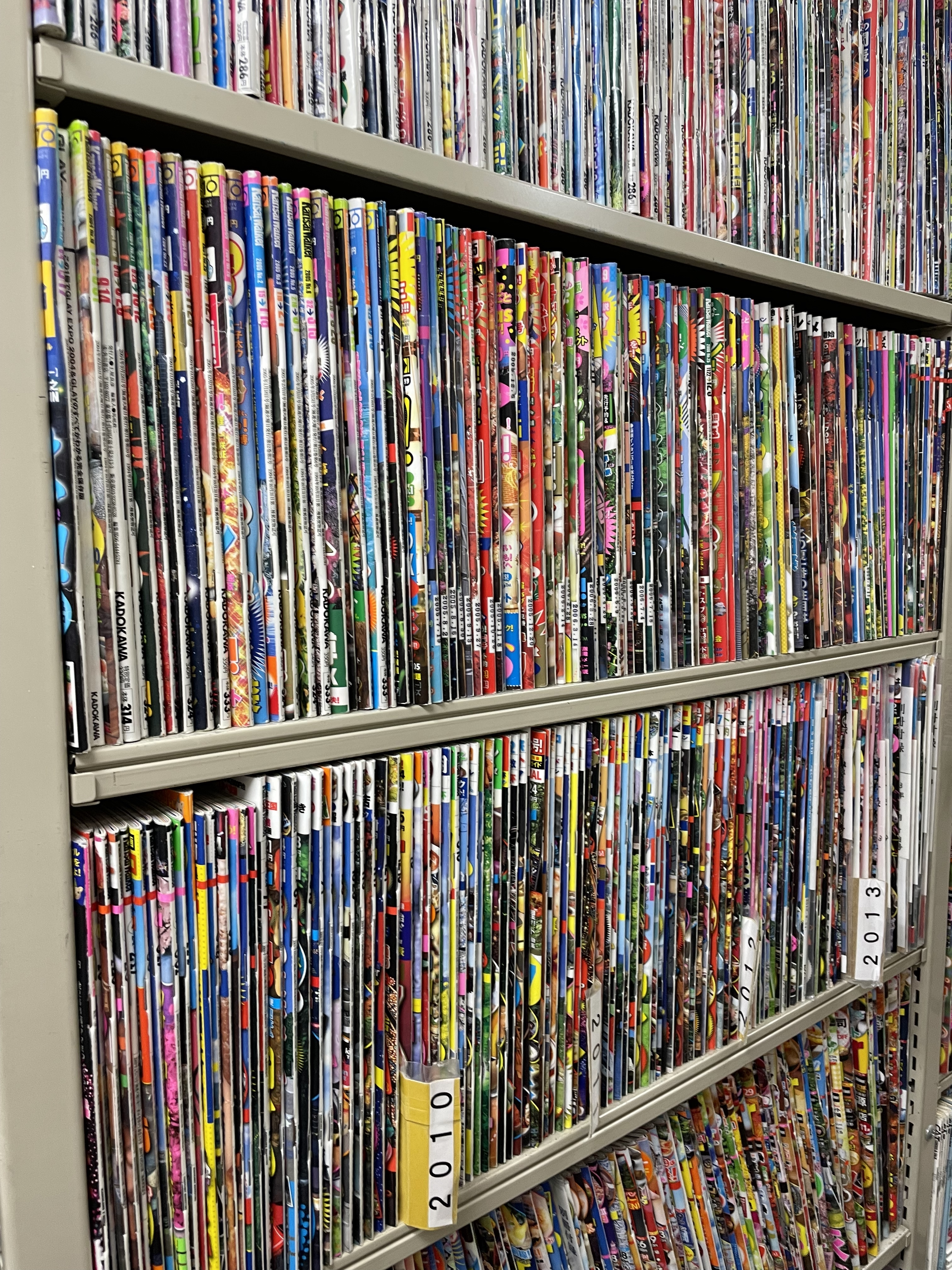
Wydawnictwa ciągłe – czasopisma – w bibliotece

Wydawnictwo ciągłe – publikacja ukazująca się w częściach (periodycznie) na dowolnym nośniku. Nie posiada odgórnie zaplanowanego terminu zakończenia.
Może być wydawane w określonych lub nieokreślonych odstępach czasu. Części posiadają wspólny tytuł oraz są oznaczane numerycznie lub chronologicznie.
Do wydawnictw ciągłych zaliczamy m.in.:
- wydawnictwa periodyczne i seryjne – ukazujące się kolejno po sobie lub w osobnych częściach. Nie posiadają daty zakończenia. Najczęściej oznaczane numerycznie (np. czasopisma, magazyny, roczniki)[2];
- wydania stale aktualizowane – stale aktualizowana treść. Termin zakończenia nie jest ustalony (np. wydania internetowe, bazy danych)[2];

## Opis bibliograficzny wydawnictwa ciągłego
Elementy opisu bibliograficznego wydawnictw ciągłych:
| Numer strefy | Nazwa strefy                                 | Elementy opisu                                                         | Podstawowe źródło danych                                            |
| ------------ | -------------------------------------------- | ---------------------------------------------------------------------- | ------------------------------------------------------------------- |
| 1            | Strefa tytułu i oznaczenia odpowiedzialności | Tytuł właściwy Dodatek do tytułu Pierwsze oznaczenie odpowiedzialności | Główna strona tytułowa lub jej substytut                            |
| 2            | Strefa wydania                               | Oznaczenie wydania                                                     | Główna strona tytułowa lub jej substytut                            |
| 3            | Strefa numeracji                             | Numeracja (zeszyt, tom)                                                | Główna strona tytułowa lub jej substytut, grzbiet zeszytu, obwoluta |
| 4            | Strefa adresu wydawniczego                   | Pierwsze miejsce wydania Nazwa wydawcy Data wydania                    | Główna strona tytułowa lub jej substytut                            |
| 5            | Strefa uwag                                  | Uwagi                                                                  | Jakiekolwiek źródła                                                 |
| 6            | Strefa ISSN                                  | ISSN                                                                   | Jakiekolwiek źródła                                                 |